# Admiraal van Castilië

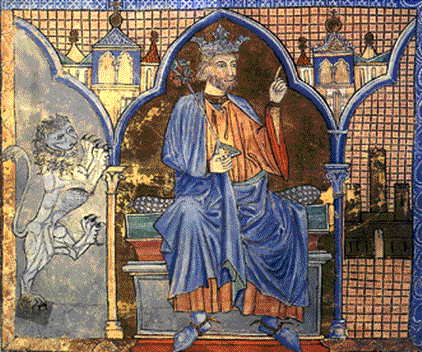
Ferdinand III van Castilië

Admiraal van Castilië is een Castiliaanse titel die bestond van de 13e tot en met de 18e eeuw.
De admiraliteit van Castilië werd in het leven geroepen door Ferdinand III van Castilië na de verovering van Sevilla op de Moren in 1248.
De Admiraal van Castilië was de opperbevelhebber van de Spaanse marine. Aan deze titel waren autoriteit, macht en privileges verbonden die door Alfons X van Castilië werden vastgelegd in zijn het Castiliaanse recht..
De admiraliteit zetelde gewoonlijk in Sevilla. Daar werd de Spaanse oorlogsvloot opgetuigd en georganiseerd. Ook het maritieme tribunaal zetelde in Sevilla. De Admiraal van Castilië had een beslissende stem bij staking van stemmen en inspraak in besluiten van dit tribunaal.
In de loop der tijd werd de titel steeds meer een eretitel. Vanaf 1405 werd de titel erfelijk, toen hij in bezit kwam van het Huis Enríquez.
In 1726 besloot Filips V de titel niet langer uit te rijken en in 1737 werd de functie van admiraal gerangschikt onder het opperbevel van de Almirante General de la Armada, uitgereikt aan prins Filips I van Parma.

## Lijst van Admiraals van Castilië
| Regerend                                                    | Admiraal | tijdvak                                      | Nr.               |
| ----------------------------------------------------------- | --- | -------------------------------------------- | ----------------- |
| Alfons X van Castilië (1252-1284)                           | Roy López de Mendoza Juan García de Villamayor Ferran Gutiérrez Pedro Lasso de la Vega Pedro Martínez de Fe                            | 1253-1260 1260 1272 1278 1279                | 1 2 3 4 5         |
| Sancho IV van Castilië (1284-1295)                          | Payo Gómez Charino Pero Y Nuno Díaz de Castañeda Micer Benito Zacarías Ferran Pérez y Juan Mathe de Luna                               | 1284-1286 1286-1291 1292-1295 1295-1300      | 6 7 8 9           |
| Ferdinand IV van Castilië (1295-1313)                       | Alfonso Paez de Sotomayor Diego Gutiérrez de Ceballos Don Juan Manuel Bernal De Sarria Diego García de Toledo Diego Gómez de Castañeda | 1300-1303 1304-1305 1306 1307 1308-1311 1311 | 10 11 12 13 14 15 |
| Alfons XI van Castilië (1312-1350)                          | Gilberto de Casteilnou Alfonso Jofre Tenorio                                                                                           | 1310-1312 1312-1340                          | 16 17             |
| Peter I van Castilië (1350-1369)                            | Micer Egidio Bocanegra | 1341-1368                                    | 18                |
| Hendrik II van Castilië (1369-1379)                         | Micer Ambrosio Bocanegra Ferran Sánchez de Tovar                                                                                       | 1369-1373 1373-1384                          | 19 20             |
| Johan I van Castilië (1379-1390)                            | Juan Fernandez de Tovar Juan Hurtado de Mendoza                                                                                        | 1384-1385 1387-1389                          | 21 22             |
| Hendrik III van Castilië (1390-1406)                        | Alvar Pérez de Guzman Diego Hurtado de Mendoza                                                                                         | 1391-1394 1392-1404                          | 23 24             |
| Johan II van Castilië (1406-1454)                           | Alonso Enriquez Fadrique Enriquez | 1405-1416 1416-1464                          | 25 26             |
| Hendrik IV van Castilië (1454-1474)                         | Alonso Enriquez | 1464-1490                                    | 27                |
| Isabella I van Castilië Ferdinand II van Aragón (1474-1504) | Fadrique Enriquez | 1490-1517                                    | 28                |
| Johanna I (1504-1517)                                       | Fadrique Enriquez | 1490-1517                                    | 28                |
| Karel I en Johanna (1517-1555)                              | Luis I Enriquez de Cabrera | 1542-1572                                    | 29                |
| Filips II (1556-1598)                                       | Luis II Enriquez de Cabrera | 1572-1596                                    | 30                |
| Filips III (1598-1621)                                      | Luis III Enriquez de Cabrera | 1596-1600                                    | 31                |
| Filips IV (1621-1665)                                       | Juan Alfonso Enriquez | 1600-1647                                    | 32                |
| Karel II (1665-1700)                                        | Juan Gaspar Enriquez | 1647-1691                                    | 33                |
| Filips V (1700-1746)                                        | Juan Tomas Enriquez | 1691-1705                                    | 34                |